# Vestígios tecnológicos
Vestígios tecnológicos são sinais, marcas ou objetos deixados por usuários em serviços digitais. Atualmente é muito difícil encontrar situações em que de forma direta ou indireta a tecnologia não esteja envolvida nas ações cotidianas, a verificação destes vestígios, deixados durante a prática criminosa, pode envolver o uso dos recursos tecnológicos que certamente vão auxiliar muito nas investigações. Estes vestígios tecnológicos podem se somar as informações obtidas por meio da investigação convencional. 
Isso é devido ao maciço uso de recursos tecnológicos para o registro de eventos, estes registros permitem a equipe de investigação recuperar um histórico dos acontecimentos, é assim com circuitos fechados de TV (CFTV), logs em servidores, ou mesmo em históricos de navegação do browser.
O Código de Processo Penal Brasileiro (CPP), ao se referir a vestígios sem realizar qualquer tipo de distinção quanto ao tipo de vestígio, em seu artigo 158 diz:"Quando a infração deixar vestígios será indispensável o exame de corpo de delito(...)".

## Vestígios tecnológicos
Há inúmeros meios que podem ser enquadrados como vestígios tecnológicos e serem empregados como provas eletrônicas, abaixo segue um rol não-taxativo de vestígios tecnológicos:
1. Documentos de texto, planilhas eletrônicas e bancos de dados;
2. Arquivos de áudio, como músicas e gravações;
3. Arquivos de vídeo;
4. Imagens em qualquer formato;
5. Mensagens eletrônicas, como e-mail, torpedos de celular (SMS) etc;
6. Interrogatório de réu preso via videoconferência;
7. Depoimento Testemunhal Online;
8. Procuração Online;
9. Registros de conexão

## Tipos de vestígios tecnológicos

### Vestígios tecnológicos passivos
São vestígios que podem ser armazenados em várias formas, dependendo da situação. Este vestígio pode rastrear o endereço IP do usuário, quando foi criado, e de onde ele vem; esse tipo de vestígio pode ser analisado mais tarde. Vestígio deste tipo podem ser armazenados em arquivos que podem ser acessados pelos administradores para ver as ações realizadas na máquina, sem ser capaz de ver quem executou.

### Vestígios tecnológicos ativos
Podem ser também ser armazenadas em muitas formas, dependendo da situação. Em um ambiente on-line, um vestígio pode ser armazenado por um usuário logado em um site ao fazer um post ou editar, com o nome registrado estando conectado à edição, o arquivo em que é armazenado este registro recebe popularmente o nome de log de dados. Em um ambiente off-line um vestígio pode ser armazenado em arquivos, quando o proprietário do computador usa um keylogger, por isso, os registros podem mostrar as ações realizadas na máquina, e quem as executou.

## Diferença entre vestígios, indícios e evidências
O trabalho policial e em especial o do perito - que no Brasil é em geral ligado às polícias - deve responder a questionamentos que permitam dar materialidade ao crime e indicar a autoria do crime.

### Vestígios
Sinal, marca ou objeto que possa ter ligação com a ocorrência criminal. No dicionário de língua portuguesa online define-se como aquilo que fica ou sobra do que desapareceu ou passou .

### Evidência
É o vestígio que após analisado tecnicamente pela perícia, constata-se ter ligação com o fato investigado. No dicionário de língua portuguesa online define-se como qualidade de evidente; certeza manifesta .

### Indícios
O Código de Processo Penal Brasileiro (CPP), em seu artigo 239, afirma que considera-se indício a circunstância conhecida e provada, que tendo relação com o fato, autorize, por indução, concluir-se a existência de outra ou outras circunstâncias. No dicionário de língua portuguesa online define-se como princípio de prova; indicação, sinal .

## Crimes Digitais
Em 2012 foi aprovada a lei 12737/2012 conhecida como Lei Carolina Dieckmann que tipificou crimes digitais:
1. Art. 154-A - Invasão de dispositivo informático alheio, conectado ou não à rede de computadores, mediante violação indevida de mecanismo de segurança e com o fim de obter, adulterar ou destruir dados ou informações sem autorização expressa ou tácita do titular do dispositivo ou instalar vulnerabilidades para obter vantagem ilícita. Pena - detenção, de 3 (três) meses a 1 (um) ano, e multa.
2. Art. 266 - Interrupção ou perturbação de serviço telegráfico, telefônico, informático, telemático ou de informação de utilidade pública - Pena - detenção, de um a três anos, e multa.
3. Art. 298 - Falsificação de documento particular/cartão - Pena - reclusão, de um a cinco anos, e multa.

Além dos crimes digitais, há possibilidade da utilização de dispositivos computacionais para cometer crimes já tipificados no Código Penal Brasileiro (CPB), um dos entendimentos nestes casos é que o computador é apenas o meio para a execução do crime, são exemplos a calúnia, injúria e a difamação.

## Trabalho de um Investigador
Um investigador deve ser capaz de através das informações previamente coletadas conseguir identificar evidências. Nos crimes que utilizam meios tecnológicos, a possibilidade do autor do crime conseguir apagar todos os vestígios, evidências ou indícios que o identifiquem é praticamente nula.
A equipe de investigação sabe que se um indivíduo usa a Internet para cometer um crime, ou até mesmo para sua navegação cotidiana, ele estará deixando rastros que permitem chegar a localização física dos recursos ou equipamentos de rede utilizados durante o acesso. Esta é uma das funções do perito forense, indentificar evidências que respondam a perguntas ao suposto crime.

## Colaboração do Provedor
Para se chegar a localização física, endereço real de onde parte a conexão, bem como conseguir vestígios da navegação é comum necessitar da colaboração dos provedores de serviço que administram o serviço utilizado pelo criminoso, na maior parte dos casos estas informações só são fornecidas pelos provedores mediante apresentação de ordem judicial.
O Marco Civil  impõe ao provedor (in verbis administrador de sistema autônomo) a obrigação de manter os registros da conexão pelo prazo de um ano. Ao mesmo tempo que garante a privacidade dos usuários, o Marco Civil facilita o trabalho de busca de vestígios tecnológicos por parte da autoridade policial e do próprio ministério público, antes do advento desta lei não havia padronização a respeito da guarda dos registros de conexão.

## Preservação dos Vestígios
Na Revista Perícia Federal Edição nº 29   a perita criminal federal Kátia Michelin afirma que: “O perito deve avaliar quais são os vestígios mais sensíveis à degradação naquele ambiente e então priorizar a coleta. Todas as etapas devem ser registradas e devem ser utiliza dos os materiais adequados para coleta (...). Por vezes há vestígios que não podem ser levados ao laboratório e precisam ser interpretados no local (...)". 
O processo de preservação dos vestígios deve ser seguido à risca e respeitar a cadeia de custódia, um
método rigoroso usado para manter e documentar a história cronológica do vestígio, mais tarde usado como prova.

### Vestígios Tecnológicos em Forense Computacional
Se o objetivo é a preservação de vestígios em computadores, ou dispositivos de armazenamento em que estes vestígios são voláteis ou que com são muito sujeitos a alteração em seu conteúdo, devem ser empregados mecanismos suficientemente eficazes na detecção de qualquer alteração da informação armazenada .

## Grampo telefônico
Com emissão de ordem judicial de interceptação das linhas de algum suspeito investigado em processo, as operadoras de telefonia fixa e móvel devem enviar os dados de áudios para a polícia investigadora. São as operadoras quem que fazem o grampo e passam a monitorar as chamadas. As gravações devem ser destruídas depois de enviadas.

## Alguns Casos de Trabalho Pericial em que Houve Coleta de Vestígios Tecnológicos

### Fotos Íntimas de Carolina Dieckmann
A atriz Carolina Dieckmann teve fotos íntimas suas divulgadas pela internet, este episódio ganhou grande repercussão na mídia nacional e impulsionou o aprimoramento da legislação penal brasileira, com a edição e publicação da Lei Carolina Dieckmann que é como ficou conhecida a Lei Brasileira 12.737/2012, sancionada em 3 de dezembro de 2012 pela Presidente Dilma Rousseff, que promoveu alterações no Código Penal Brasileiro (Decreto-Lei 2.848 de 7 de dezembro de 1940), tipificando os chamados delitos ou crimes informáticos.
Detalhes do trabalho policial desenvolvido no caso podem ser encontrados na página da Info no Blog de Felipe Zmoginski .

### Perícia naOperação Satiagraha
Em 2008 durante uma grande operação da Polícia Federal, denominada Operação Satiagraha, foram encontrados e apreendidos discos rígidos que estavam com seu conteúdo criptografado. Após tentar desvendar o conteúdo armazenado nos discos e não obter sucesso, a Polícia Federal Brasileira solicitou ajuda da polícia federal americana, o FBI, que também não obteve sucesso após mais de um ano de tentativas. Os discos rígidos encontrados ocultos são um exemplo em que vestígios não resultaram em evidências.